# Кудаченко, Варвара Степановна
Варвара Степановна Кудаченко (1915—1999) — советский работник сельского хозяйства, Герой Социалистического Труда.

## Биография
Родилась 19 декабря 1915 года в Воронежской губернии.
Трудиться начала с шестнадцати лет. В 1937 году уехала на Дальний Восток, во время Великой Отечественной войны, после освобождения Ростовской области, вернулась в хутор Ягодинка Октябрьского района. С апреля 1945 года — рабочая в полеводческой бригаде 2-го отделения совхоза «Горняк», с 1947 до 1974 год была звеньевой полеводческой бригады.
1 июня 1949 года за получение высокого урожая семян люцерны (5,1 центнера с гектара на площади 25 га) звеньевой молочного совхоза «Горняк» Варваре Степановне Кудаченко Указом Президиума Верховного Совета СССР было присвоено звание Героя Социалистического Труда с вручением ордена Ленина и золотой медали «Серп и Молот». Эту награду одновременно получили и ещё пять доярок госплемзавода «Горняк»: Надежда Сергеевна Приходько, Анастасия Тимофеевна Магражданова, Феодосия Яковлевна Зинченко, Ксения Максимовна Королева и Зинаида Захаровна Михайличенко.
До выхода на пенсию в 1974 году Варвара Степановна продолжала заниматься выращиванием и уборкой сельскохозяйственных культур.
Являлась членом КПСС. Была также награждена медалями «За трудовую доблесть» (1954) и «За доблестный труд» (1970).
Умерла в 1999 году.